# Mistrzostwa Świata w Lekkoatletyce 1995 – chód na 50 km mężczyzn
Chód na 50 km mężczyzn – jedna z konkurencji rozgrywanych podczas mistrzostw świata w lekkoatletyce w 1995. Zawody w tej konkurencji rozegrano 10 sierpnia, do nich zgłoszonych zostało 41 zawodników z 26 państw.
Zawody w tej konkurencji wygrał reprezentant Finlandii Valentin Kononen. Drugą pozycję zajął zawodnik z Włoch Giovanni Perricelli, trzecią zaś reprezentujący Polskę Robert Korzeniowski.

## Wyniki
| Miejsce | Zawodnik               | Państwo           | Wynik   |
| ------- | ---------------------- | ----------------- | ------- |
| 01 !    | Valentin Kononen       | Finlandia         | 3:43:42 |
| 02 !    | Giovanni Perricelli    | Włochy            | 3:45:11 |
| 03 !    | Robert Korzeniowski    | Polska            | 3:45:57 |
| 4.      | Miguel Rodríguez       | Meksyk            | 3:46:34 |
| 5.      | Jesús Ángel García     | Hiszpania         | 3:48:05 |
| 6.      | Aleksandar Raković     | Jugosławia        | 3:49:35 |
| 7.      | Arturo Di Mezza        | Włochy            | 3:49:46 |
| 8.      | René Piller            | Francja           | 3:49:47 |
| 9.      | Siergiej Koriepanow    | Kazachstan        | 3:51:55 |
| 10.     | Nikołaj Matiuchin      | Rosja             | 3:53:25 |
| 11.     | Štefan Malík           | Słowacja          | 3:54:23 |
| 12.     | Carlos Mercenario      | Meksyk            | 3:55:24 |
| 13.     | Axel Noack             | Niemcy            | 3:55:51 |
| 14.     | Tim Berrett            | Kanada            | 3:57:13 |
| 15.     | Aleksiej Wojewodin     | Rosja             | 3:59:23 |
| 16.     | Jaime Barroso          | Hiszpania         | 4:01:23 |
| 17.     | Pavol Blažek           | Słowacja          | 4:03:45 |
| 18.     | Henrik Kjellgren       | Szwecja           | 4:04:38 |
| 19.     | Miloš Holuša           | Czechy            | 4:04:59 |
| 20.     | Fumio Imamura          | Japonia           | 4:06:08 |
| 21.     | José Magalhães         | Portugalia        | 4:09:38 |
| 22.     | Craig Barrett          | Nowa Zelandia     | 4:10:26 |
| 23.     | Andres Marín           | Hiszpania         | 4:12:01 |
| 24.     | Jean-Claude Corre      | Francja           | 4:12:38 |
| 25.     | Eloy Quispe            | Boliwia           | 4:16:21 |
| 26.     | Michael Harvey         | Australia         | 4:16:41 |
| –       | Roland Weigel          | Niemcy            | DSQ     |
| –       | Peter Malik            | Słowacja          | DSQ     |
| –       | Wiktar Hinko           | Białoruś          | DSQ     |
| –       | Witalij Popowycz       | Ukraina           | DSQ     |
| –       | Giovanni De Benedictis | Włochy            | DSQ     |
| –       | Les Morton             | Wielka Brytania   | DSQ     |
| –       | Zoltán Czukor          | Węgry             | DSQ     |
| –       | Costică Bălan          | Rumunia           | DNF     |
| –       | Hubert Sonnek          | Czechy            | DNF     |
| –       | Sándor Urbanik         | Węgry             | DNF     |
| –       | Allen James            | Stany Zjednoczone | DNF     |
| –       | Germán Sánchez         | Meksyk            | DNF     |
| –       | Walerij Spicyn         | Rosja             | DNF     |
| –       | Thierry Toutain        | Francja           | DNF     |
| –       | Zhao Yongsheng         | Chiny             | DNF     |